# 서동준
서동준(徐東俊, 1935년 9월 1일~ 2014년 10월 17일)은 전 대한민국의 야구 선수(투수)이자 대한민국 최초의 야구 전속 해설가이다.
1953년 인천고등학교의 쌍룡기(화랑대기), 청룡기, 전국체전을 우승하는 데 혁혁한 공을 세웠던 그는 1958년 당대 메이저리그 최강팀이던 세인트루이스 카디널스가 한국을 찾아 친선경기를 펼쳤을 때 당시 한국 야구 올스타팀의 일원으로서 마운드를 책임졌다.
1965년 TBC는 당시 인천의 스타 투수였던 서동준을 전속 해설가로 영입하였고,그는 대한민국 최초의 야구 전속 해설가가 되었다.